# Wahlenbergia denudata
Wahlenbergia denudata är en klockväxtart som beskrevs av A.Dc. Wahlenbergia denudata ingår i släktet Wahlenbergia och familjen klockväxter. Inga underarter finns listade i Catalogue of Life.